# Хатчинсон, Джон (ботаник)
Джон Хатчинсон (англ. John Hutchinson; 7 апреля 1884, Уорк, Нортамберленд — 2 сентября 1972, Кью, Большой Лондон) — английский ботаник.    

## Биография
Джон Хатчинсон родился 7 апреля 1884 года. Совершил две поездки в Южную Африку. Его первая поездка длилась с августа 1928 года до апреля 1929 года, а вторая — с июня 1930 года до сентября 1930 года. Джон Хатчинсон внёс значительный вклад в ботанику, описав множество видов семенных растений. Джон Хатчинсон умер в Лондоне 2 сентября 1972 года.   

## Научная деятельность
Джон Хатчинсон специализировался на семенных растениях. 

## Публикации
- Common Wild Flowers. 1945.
- More Common Wild Flowers. 1948.
- Uncommon Wild Flowers. 1950.
- British Wild Flowers. 1955.
- The Story of Plants (with R. Melville).
- A Botanist in Southern Africa. Лондон, 1946.
- Flora of West Tropical Africa (with Dr John McEwen Dalziel).
- The Families of Flowering Plants: Arranged According to a New System Based on Their Probable Phylogeny. Vol. 1 Dicotyledons[6].
- The Genera of Flowering Plants. (Oxford, Vol.1 (1964), Vol.2 (1967), Vol. 3 (posthumously))[6].
- Evolution and Phylogeny of Flowering Plants. 1969.